# На межі (альбом)
На межі — третій студійний альбом українського гурту «ДахаБраха».

## Список композицій
1. Ой за лісочком
2. Над Дунаєм
3. Весна
4. Вальс
5. Ванюша
6. Заїнька
7. Дівка Марусечка